# Josef Majer
Josef Majer (Praga, 8 de junho de 1925 - Kladno, 14 de outubro de 2013) foi um ex-futebolista checo, que atuava como atacante. Faleceu em 14 de outubro de 2013, em Kladno, na República Tcheca.

## Carreira
Josef Majer fez parte do elenco da Seleção Tchecoslovaca de Futebol que disputou a Copa do Mundo de 1954.

## Ligações Externas
- Perfil em FIFA.com (em inglês)